# Ветрен (город)
Ветрен (болг. Ветрен) — город в Болгарии. Находится в Пазарджикской области, входит в общину Септември. Население составляет 2882 человека (2022).

## Политическая ситуация
В местном кметстве Ветрен, в состав которого входит Ветрен, должность кмета (старосты) исполняет Атанас Василев Танев (независимый) по результатам выборов 2007 года правления кметства.
Кмет (мэр) общины Септември — Томи Спасов Стойчев (независимый), по результатам выборов 2007 года в правление общины.